# Sasaki Toyoju

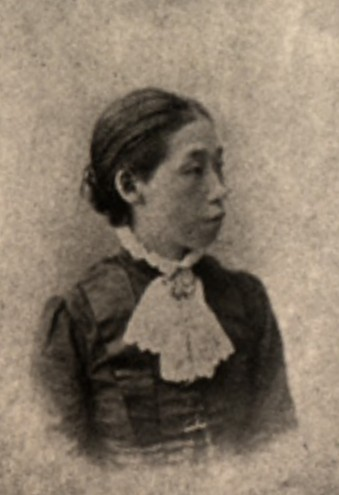
Sasaki Toyoju

Sasaki Toyoju (japanisch 佐々城 豊寿; geboren 6. Mai 1853 in Sendai, Provinz Mutsu; gestorben 15. Juni 1901) war eine japanische Feministin.

## Leben und Wirken
Sasaki Toyoju wurde als Tochter des Hoshi Yūki (星 雄記), eines höheren Samurai des Nambu-Clans, als Hoshi Toyoshi geboren. Ihre Eltern schickten sie nach Tokio, wo sie eine Privatschule, die Vorgängereinrichtung der heutigen „Ferris Jogakuin“ (フェリス女学院), besuchte, um Englisch zu lernen. 1886 kooperierte sie mit Yajima Kajiko bei der Gründung des Vereins „Tokyo Women’s Kyōfūkai“ (東京婦人矯風会, Tōkyō fujin kyōfūkai), der für die Abschaffung der Prostitution und für Alkohol-Abstinenz eintrat. 1889 gründete sie den „Women’s Ballot Club“ (婦人白標倶楽部, Fujin hakuhyō kurabu), um politische Fragen zu diskutieren. Sie bildete sich bei dem Christen und Pazifisten Uchimura Kanzō (1861–1930) weiter. Später zog Sasaki sich aus dem öffentlichen Leben zurück. Sie starb mit noch nicht 48 Jahren. Aus einer Beziehung mit dem Arzt Itō Yūken (伊東 友賢; 1843–1901) ging die Tochter Nobuko (佐々城 信子; 1878–1949) hervor.
Sasaki war die Tante von Sōma Kokkō (1876–1955), einer vielfältig aktiven Frau in der Meiji-, Taishō- und Shōwa-Zeit.